# 清水芳吉
清水 芳吉（しみず よしきち、1864年10月8日（元治元年9月8日） - 没年不明）は、日本の政治家、実業家。大阪市会議員。泉尾土地社長。大阪セメント取締役。大阪商業会議所議員。族籍は大阪府平民。

## 人物
和歌山県士族・小川能守の弟。先代清水トキの入夫となり1886年9月、家督を相続する。住所は大阪市西区泉尾町。

## 家族
清水家
- 妻・たね（1864年 - ?、大阪、大倉勘兵衛の長女）[1][4]
- 養子・欣（1882年 - ?、愛知、士族、鈴木才三の二男）[1][3]
- 長女・朝子（1889年 - ?、養子・欣の妻）[1][3]
- 孫[3]